# MTUエアロ・エンジンズ
MTU エアロ・エンジンズ （MTU Aero Engines）は、ドイツの製造会社。航空用エンジンや産業用ガスタービンの開発・製造・販売・アフターサービスを軍用/民間用航空機に対して行う。本社がミュンヘンにあり、以前からMTU ミュンヘン（MTU München）として知られる。MTUはモトーレン・ウント・トゥルビーネン・ウニオン（Motoren- und Turbinen-Union）の略称である。
会社の起源としては、初期の航空機用発動機メーカーであるマイバッハにまで遡るが、MTUのブランド自体は1960年代末にダイムラー・ベンツとMAN社の航空機エンジン事業部門の合弁事業として誕生した。1985年にダイムラー・ベンツはMAN社の保有する50%の株式を買い取り、MTUを自社の航空宇宙産業部門であるDASA（Deutsche Aerospace Aktiengesellschaft）の一部門とする。2000年にはDASAは他の航空・防衛関連のヨーロッパの企業と合併してEADSになったが、MTUはダイムラー・クライスラーの一部門として留まった。2003年、MTUは投資会社コールバーグ・クラビス・ロバーツ（KKR）に売却され、2年後にフランクフルト証券取引所に上場した。
会社はバンクーバー、コネチカット州のニューウィントン、ジェシュフや珠海市など、世界中の多くの拠点で事業を展開する。

## 製品
- ユーロジェット・ターボ
  - ユーロジェット EJ200
- ユーロプロップ・インターナショナル
  - ユーロプロップ・インターナショナル TP400
- インターナショナル・エアロ・エンジンズ
  - V2500
- MTU・チュルボメカ・ロールス・ロイス
  - MTR390
- ターボ・ユニオン
  - RB199（ターボファン）
- 国際共同開発
  - プラット・アンド・ホイットニー PW1100G-JM[4]
  - ゼネラル・エレクトリック GE38-1B